# Edward Bartlett
Edward Bartlett (1836 – 1908) è stato un ornitologo britannico.
Era figlio di Abraham Dee Bartlett.
Bartlett accompagnò Henry Baker Tristram in Palestina nel 1863-64 e raccolse molti esemplari di uccelli nel bacino amazzonico ed in Perù nel 1865-69. Dal 1875 al 1890 fu curatore del Museo di Maidstone e dal 1893 al 1897 di quello del Sarawak.
Una tra le sue pubblicazioni più importanti, sebbene all'epoca della sua morte fosse ancora incompleta, fu «Monografia sugli Uccelli Tessitori (Ploceidae) e sui Fringuelli Terricoli ed Arboricoli», della quale vennero pubblicate cinque parti nel 1888-89.
Tra le specie che portano il nome di Bartlett ricordiamo il tinamo di Bartlett, Crypturellus bartletti, del Perù - classificato nel 1873 dagli ornitologi britannici Philip Lutley Sclater ed Osbert Salvin.

## Onorificenze
- 1889 - venne eletto Membro Corrispondente dell'Unione Ornitologica Americana
- 1897 - venne eletto Membro della Società Zoologica di Londra

| Bartlett è l'abbreviazione standard utilizzata per le specie animali descritte da Edward Bartlett. Categoria:Taxa classificati da Edward Bartlett |